# إس. لان فيسون
إس. لان فيسون (بالإنجليزية: S. Lane Faison)‏ هو مدير متحف ‏ ومؤرخ أمريكي، ولد في 16 نوفمبر 1907 في واشنطن العاصمة في الولايات المتحدة، وتوفي في 11 نوفمبر 2006 في ويليامزتاون في الولايات المتحدة.